# 社区

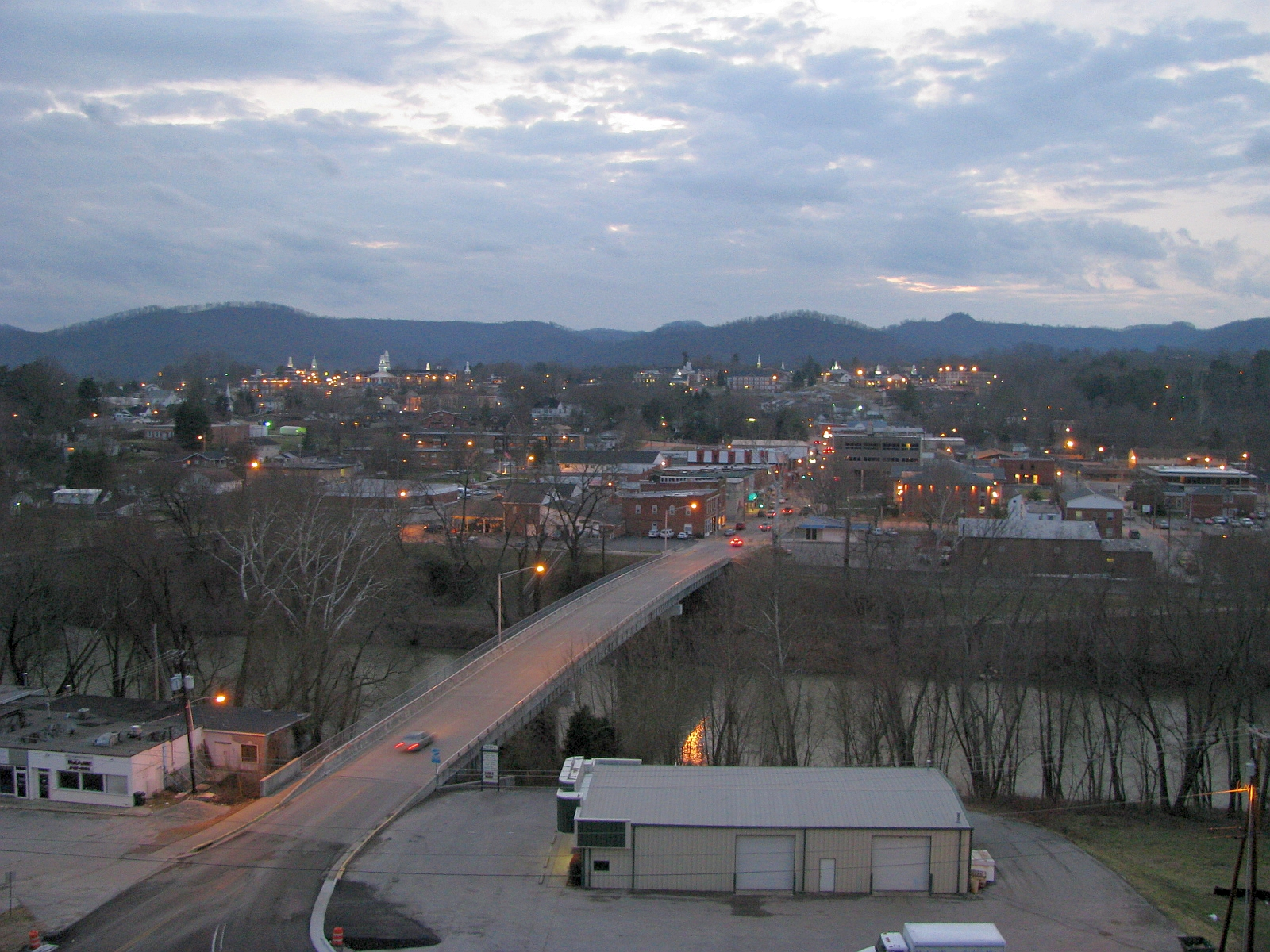
美國威廉斯堡社區

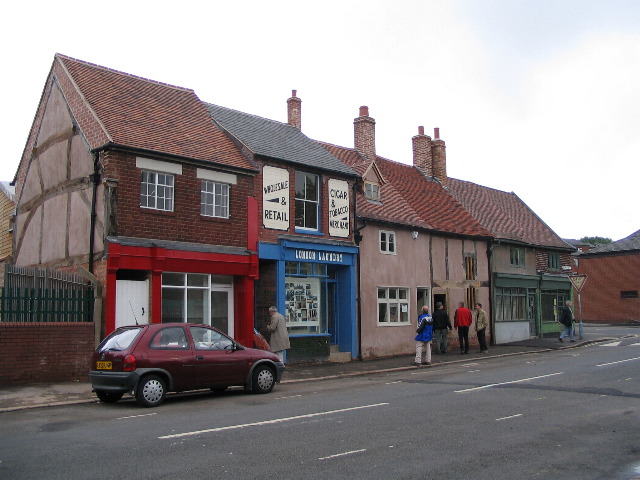
英國小型社區

社区（德語：Gemeinschaft），又稱社群、共同體或禮俗社會，是由19世紀德國社會學家滕尼斯提出，指與“社會”（Gesellschaft，又译法理社會）相對的通過血緣、鄰里和朋友關係建立起來的人群組合。後來也指：因為共享共同價值觀或文化的人群，居住於同一区域，以及從而衍生的互動影響，而聚集在一起的社會單位。
雖然絕大部分社群是由同類人或物種面對面後才能夠組成較小的团体，但是也有針對民族、國際社會、虛擬社群等較大或者由多個共同組成之社群進行之研究。其中社群傳統定義是一群彼此有互動且居住在共同區域的人，而今常用來指具有共同價值觀或者因有共同地域關係而產生團體凝聚力的一群人。

## 語源及定義
“社區”一詞源于拉丁語，原意是親密的關係和共同的東西，於古法語中指稱夥伴關係或者有組織社會的「comunete」，而後者更是從拉丁語中專指共同持有東西的詞彙「communitas」延伸而來。在社會學中對於社群的內涵曾有很大的爭議，社會學家也尚未對社群的定義達成共識，其中在1950年中期關於社群就有49種不同的定義。部分社群可以提出或者行使政治或社會權利，其中又有些社群是建立在民主基礎上的，但並非全數社群都是施行民主制度。其中一個能寬泛包括所有不同形式社群的定義為：
|  | 一群客觀上相互聯繫的團體或網絡能夠彼此產生相對持久的社會關係，除了超越眼前的家庭關係之外，且彼此能夠定義出關聯作為他們社會身份和社會實踐的重要事項。 |

一般而言群體會是比家還要大的社會單位，而當一群人為了達到目標或者解決問題、共同工作的計畫也能夠促使人們組成群體。群體這個詞也可以指一個民族或者全球性的社群，另外也有如合作社般是建立在經濟基礎上的群體。群體彼此可能同時面對或者共有目的、信念、資源、偏好、需求、風險等條件，而這也將影響參與者的身分和凝聚力的強弱。在網際網路出現後群體的定義便比較不受到地域性的限制，因為即便在不同地區、人們仍然可以在同一個虛擬社群內交換訊息或者是分享共同的興趣或者國家。而在過去要組織如社會、學術團體等非實體社群時，往往會受到通訊和交通技術的限制而較難發展。
在汉语中，“community”本是舶来品，早期和“社会”最早不作区分，也不收录在词典中。1930年代，费孝通和同学在燕京大学学习社会学时，他和同学一起翻译老师英语授课内容，才将组合“社”和“区”创造出“社区”一词对应英语中的“community”，并用“社会”对应“society”以区别，此后这一新造词汇遂在汉语中广为使用。
在具体指称某一人群的时候，其“共同文化”和“共同地域”两个基本属性有时会侧重于其中一点。如“和平里社区”、“四方社区”是侧重其共同地域属性，而“华人社区”、“穆斯林社区”、“客家社区”等则侧重其共同文化的属性。不过无论所指侧重哪边，社区一词都是强调人群内部成员之间的文化维系力和内部归属感。20世纪后期，无论台湾，还是中国大陸，有感于过去过度重视宏观经济发展忽略社区需求的情势，都分别将“社区建设”或“社区营造”提升到国家政策的层面。在地方组织方面，都开始在小型地缘组织中引入“社区”两字。如台湾的“社區管理委員會”，中国大陆城市的村级基层群众性自治组织“居民委员会”之辖区亦称为“社区”，不过此举尚有很多法律问题没有厘清。

## 社区控制
社区控制指居住在社区的居民影响公共设施让其服务于本社区的行为能力。

### 引用
1. ↑  "community" Oxford Dictionaries. May 2014. Oxford Dictionaries （页面存档备份，存于）
2. ↑  Hillery, George A., Jr., "Definitions of Community: Areas of Agreement," Rural Sociology, 20 (4), 1955, p. 111.
3. ↑  James, Paul; Nadarajah, Yaso; Haive, Karen; Stead, Victoria. . Honolulu: University of Hawaii Press. 2012: 14.
4. ↑  James, Paul. . London: Sage Publications. 2006  [2018-11-08]. （原始内容存档于2020-01-23）.
5. ↑  Domínguez, Iñaki. . Santa Cruz de Tenerife, España: Melusina. 2017. ISBN 978-84-15373-48-3.
6. ↑  张冠生. .  1. 深圳: 深圳报业集团出版社. 2016. ISBN 978-7-80709-758-7. OCLC 1003657820.
7. ↑  Popenoe, David; 李, 强. . . 2007--10-01: 694–714. ISBN 978-7-300-08078-9.